# سیدی عیسی
سیدی عیسی (انگلیسی: Sidi Aïssa) شهری در استان مسیله کشور الجزایر است.